# Trois bagatelles

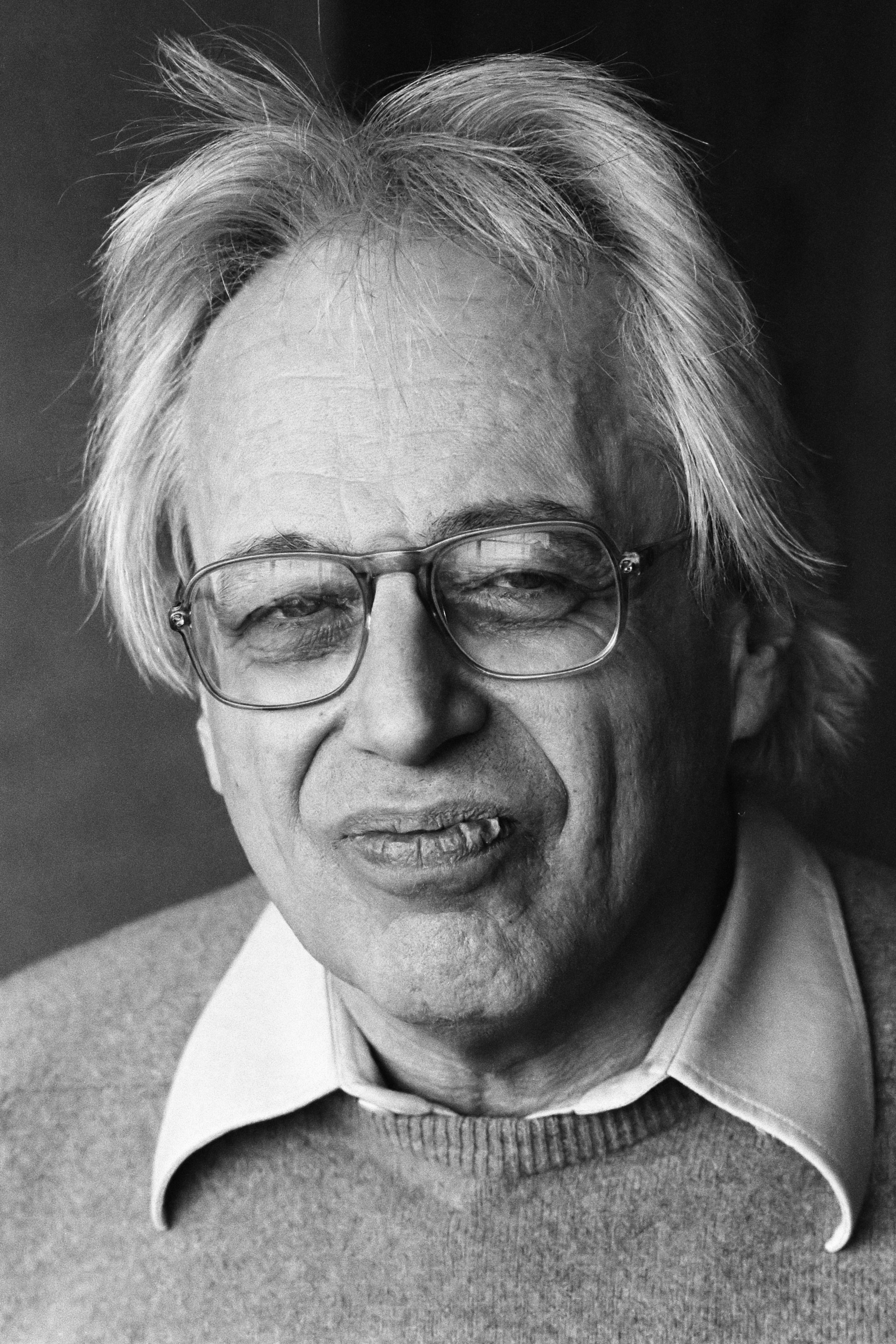
György Ligeti

Trois bagatelles, o Tres bagatelas en español, es una composición para piano solo de 1961 del compositor húngaro György Ligeti. La composición, dedicada a David Tudor, es conocida por sus movimientos tacet.

## Composición
Ligeti terminó las bagatelas en 1961, como parte de su colaboración con el grupo neo dadaísta Fluxus. El manuscrito original se conserva en Basilea, en la Sacher Stiftung, como parte de la Colección Nordwall, y de hecho está dedicado a David Tudor. La pieza fue interpretada por primera vez por Karl-Erik Welin en Wiesbaden y fue publicada en 1965 en la ciudad de Nueva York por Schott Music.

## Análisis
Las tres bagatelas tienen una duración de interpretación aproximada de un minuto y no deben tocarse de memoria, ya que es necesaria una copia de la partitura para que se ejecuten. La lista de movimientos es la siguiente:
- 1. ♪ = 40–48
- 2. L'istesso tempo
- 3. Più lento

La composición consta exclusivamente de la nota Do♯1 en figura de redonda tocada en el primer movimiento. A continuación, los cambios de movimiento están marcados por el giro de cada página (una página se deja en blanco entre la primera bagatela y la segunda bagatela). La pieza termina cuando el pianista se pone de pie y hace una reverencia al público. Tiene un cierto propósito humorístico. El segundo movimiento tacet está marcado "Molto espressivo". Además, la partitura también incluye una cuarta bagatela como encore de la pieza, a interpretar si el pianista lo desea, que se marca como "Tempo primo" y solo incluye un silencio de semicorchea.

## Recepción
Esta composición fue mal recibida por el público. En una presentación pública de la pieza de Karl-Erin Welin en Estocolmo, el público quedó muy decepcionado, ya que esperaban algo diferente. Ligeti, que no estuvo presente, manifestó estar muy satisfecho con la reacción. Se dice que John Cage, compositor 4'33'', se sintió profundamente ofendido por esta burla amistosa.

## Grabaciones
- György Ligeti - The Complete Piano Music Vol. 1. Fredrik Ullén, piano, BIS, 1996.[6]
- Fluxus Piano. Steffen Schleiermacher, piano. MDG, 2015.[7]